# Svartbäckens skolmuseum
Svartbäckens skolmuseum är ett arbetslivsmuseum i Svartbäcken i Haninge kommun.

## Skola
Österhaninge socken beslöt 1845, efter införandet av 1842 års folkskolestadga, att inrätta tre skolor i kommunen: i Svartbäcken, vid Österhaninge kyrka och i Vaxnäs (på mark tillhörande Sandemars slott vid Gamla Dalarövägen). Svartbäckens skola var den första av dessa. Den finansierades av ägarna till Vendelsö och Söderby gårdar, och skolhuset uppfördes 1846. Undervisningen påbörjas den 15 februari 1847. 
Skolan hade från 1847 till nedläggningen 1932 totalt sju lärare, varav de två sista, Mats Olsson och Regina Engström (död 1972), undervisade under 33 respektive 19 år. Regina Engström fortsatte efter nedläggningen att arbeta på Handens folkskola/Handens centralskola (nuvarande Runstensskolan) till sin pensionering 1956.
Enligt det av Strängnäs domkapitel 1838 stadfästa reglementet för Österhaninge församlings folk- och småskolor, var växelundervisning införd vid Svartbäckens folkskola, innebärande att de äldre eleverna utnyttjades som monitörer för att hjälpa yngre elever med inlärningen. Undervisning skedde både i småskoleavdelningens tre klasser och folkskoleavdelningens tre klasser av endast en lärare. Den elev som skrevs in i första klass vid sju års ålder skulle kunna utexamineras från folkskolan med fullständigt avgångsbetyg före fyllda 13 år.

## Museum
Skolmuseet visar i skolbyggnadens nedervåning skolans enda lektionssal och dess lärarbostad på två rum och kök.  
Efter 1932 hyrdes lärarbostaden ut fram till 1962, varefter byggnaden togs i bruk av Vendelsö scoutkår. Omkring 1995 togs initiativ till att inrätta ett skolmuseum i byggnaden, och en planeringskommitté inrättades med representanter för kommun, skola och hembygdsförening under ledning av initiativtagaren, den tidigare skoldirektören i Haninge kommun Olle Flodby.. Skolstyrelsen tog beslut om att avsätta medel för att lösa ut scouterna från deras hyreskontrakt och för att finansiera skolkontorets planering av ett museum. I en första etapp iordningställdes lärosalen. Det ruttna golvet ersattes, och pärlspont och dörrspeglar togs fram bakom ditsatta plywoodskivor. 
Museet invigdes den 15 februari 1997, på dagen 150 år efter den första skoldagen. Senare iordningställdes också den tidigare lärarbostaden som museum, med invigning i september 1999. Skolhuset ägs av Haninge kommun, medan museets samlingar ägs av Haninge Hembygdsgille, som också driver museet. Syftet är att återge en skolhusmiljö från tidigt 1900-tal.

## Byggnaden
Skolhuset, som uppfördes vid den dåvarande Svartbäckenvägens mynning i Tyrestavägen, har huvudsakligen bevarats i ursprungligt skick. Det är ett rödmålat envånings trähus på stengrund med ett rum inrett på vinden. Huset har två ingångar: en på ena långsidan åt nordväst, med kapprum innanför, till lärosalen och också till lärarbostaden, och en på den andra långsidan åt sydost, med veranda, enbart till lärarbostaden. Bottenvåningen har på ena sidan om den mer eller mindre centralt placerade skorstensstocken en enda lärosal i den sydvästra delen och en bostadsenhet med två rum och ett kök åt nordväst, nordost och sydost. Lärosalen, som är på 37 kvadratmeter, har tre stora, tätt placerade fönster utmed den ena långsidan åt sydväst och ett mindre fönster i den bakre kortväggen åt sydost. Lokalerna uppvärmdes med en järnkamin i skolsalen och med två kakelugnar och köksspisen i bostadslägenheten.

## Bildgalleri

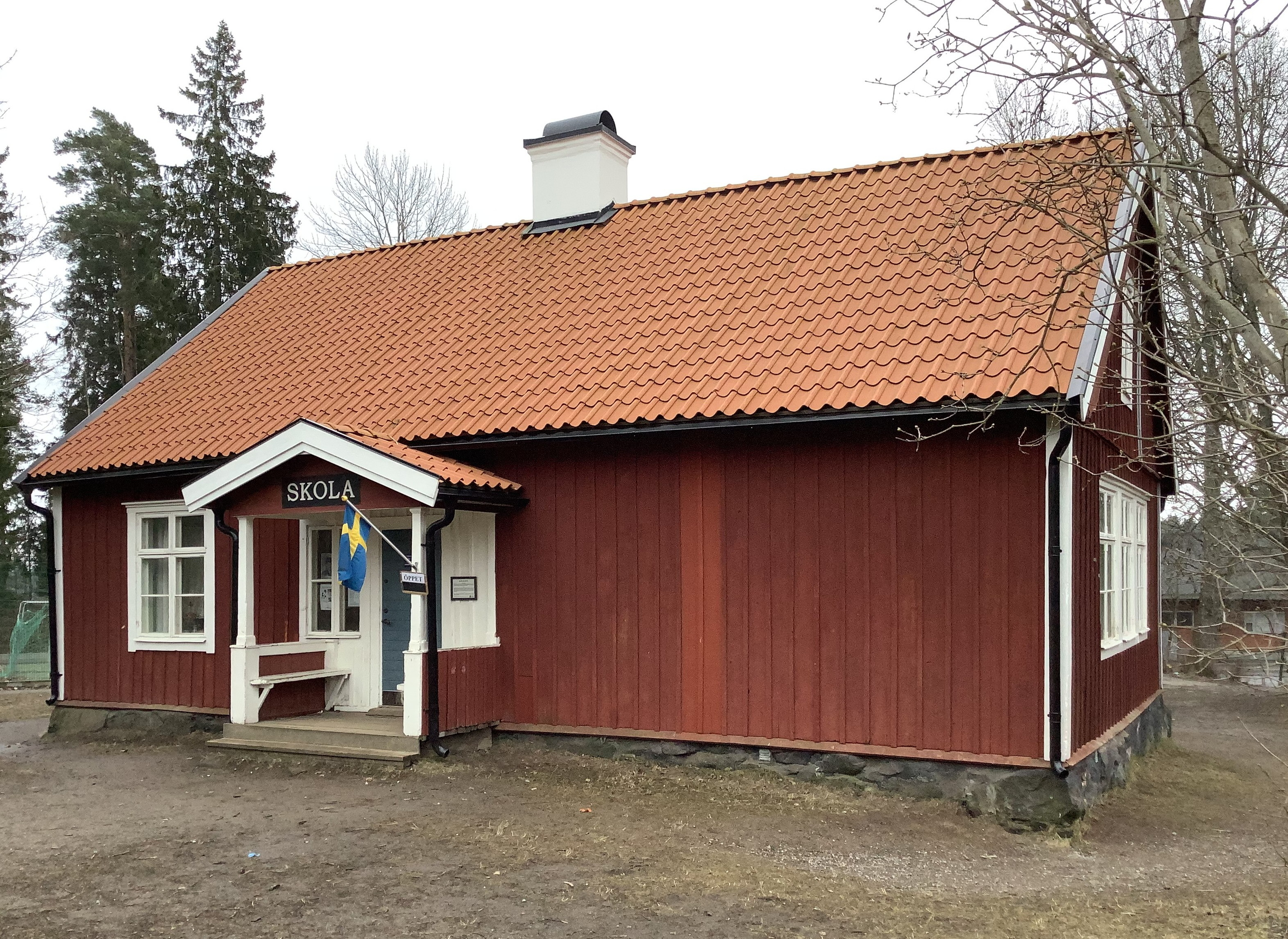
Nordvästra långsidan med lärarbostad till vänster om förstukvisten och skolsal till höger.
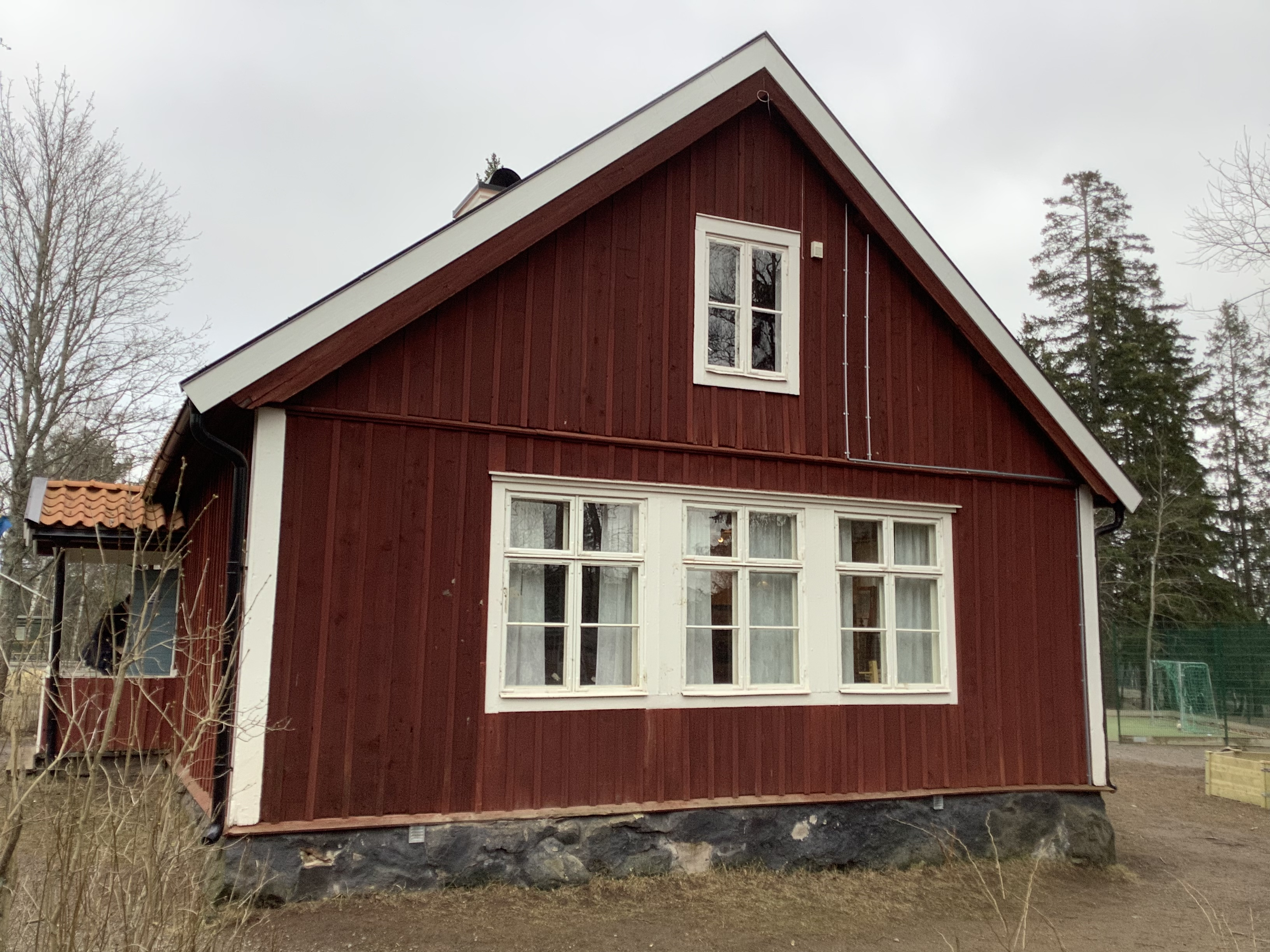
Sydvästra gaveln med skolsalens fönster
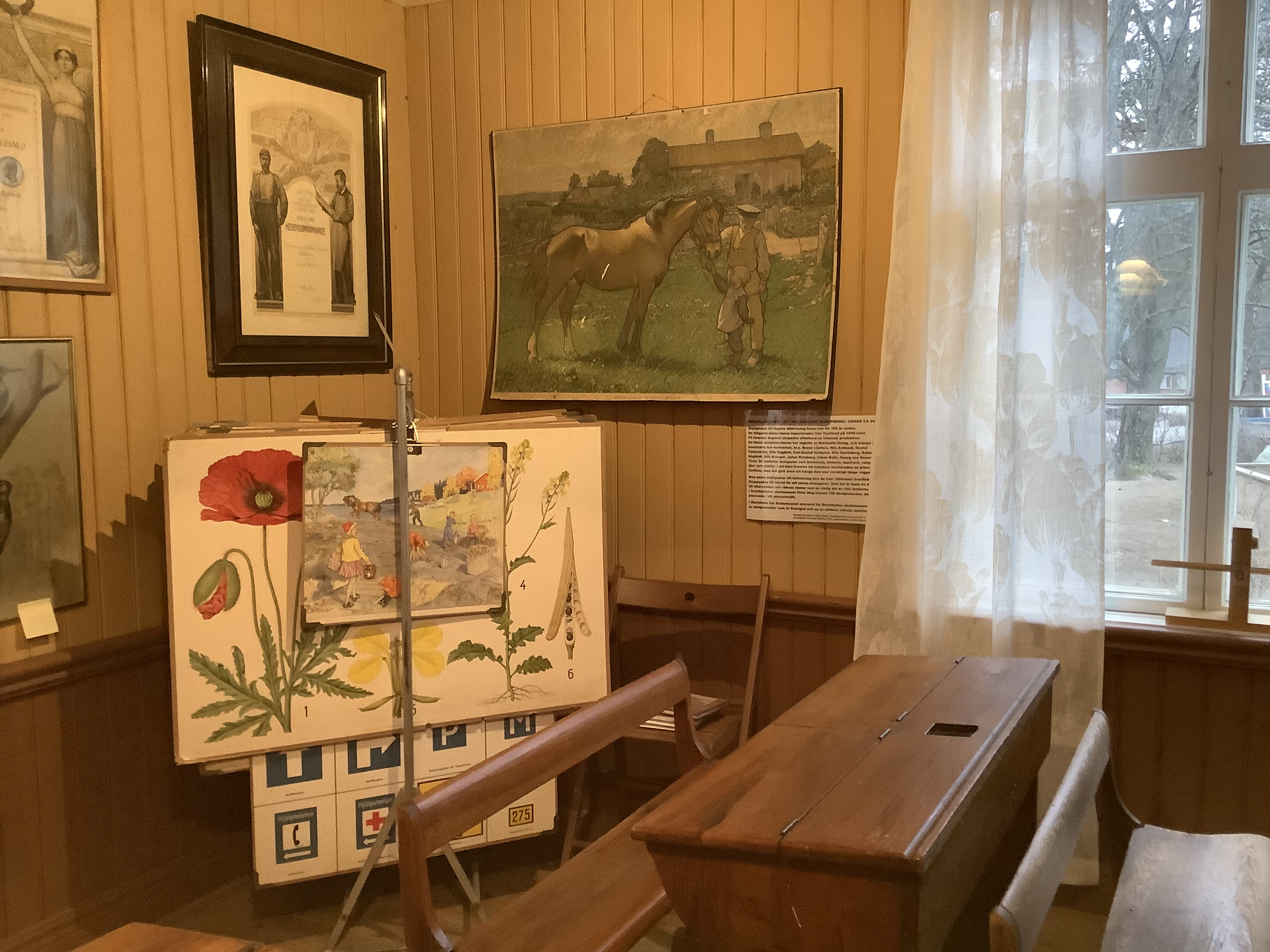
Hörna av lärosalen med skolplanschställ
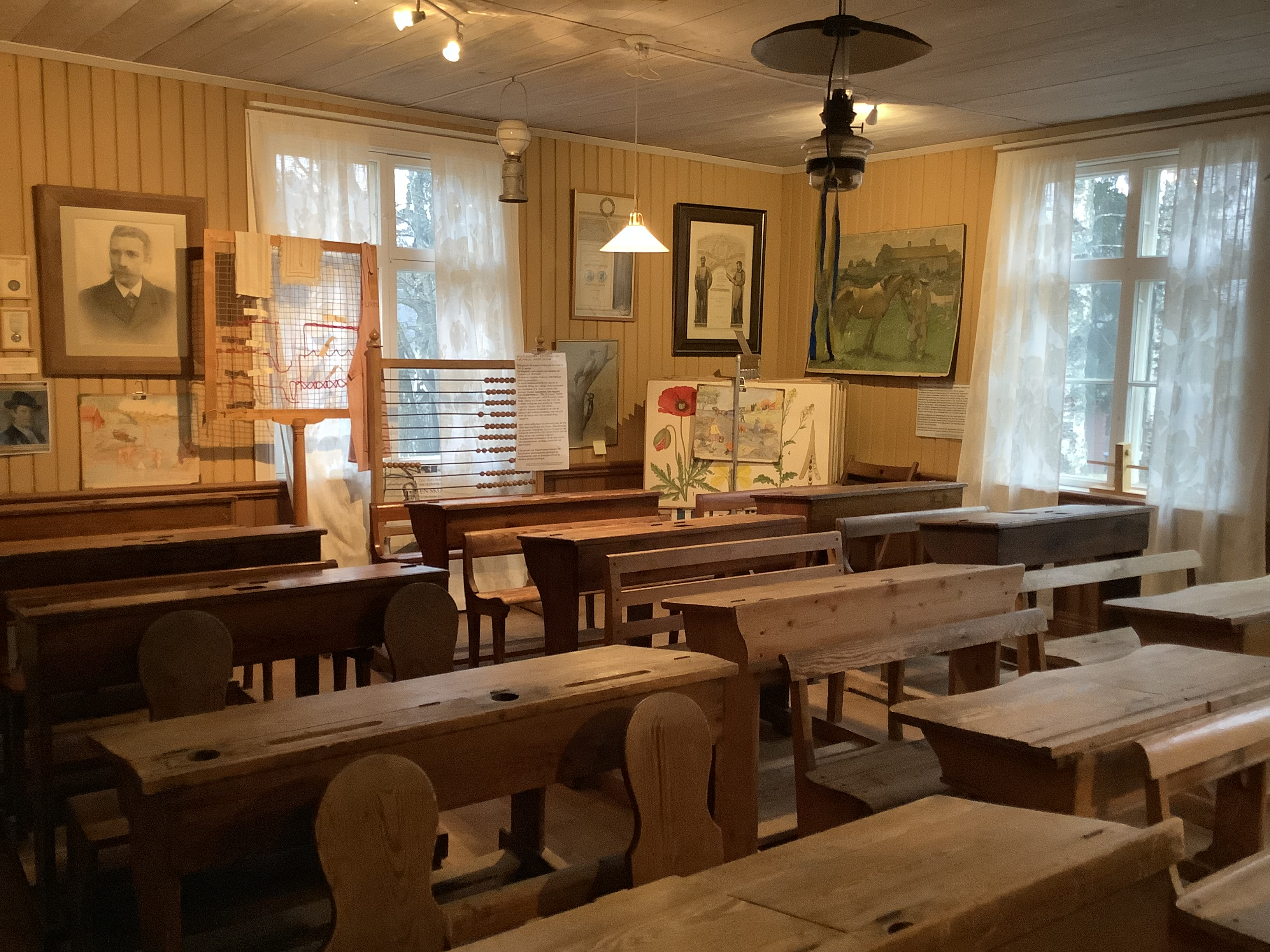
Skolbänkar från olika skolor i Haninge kommun
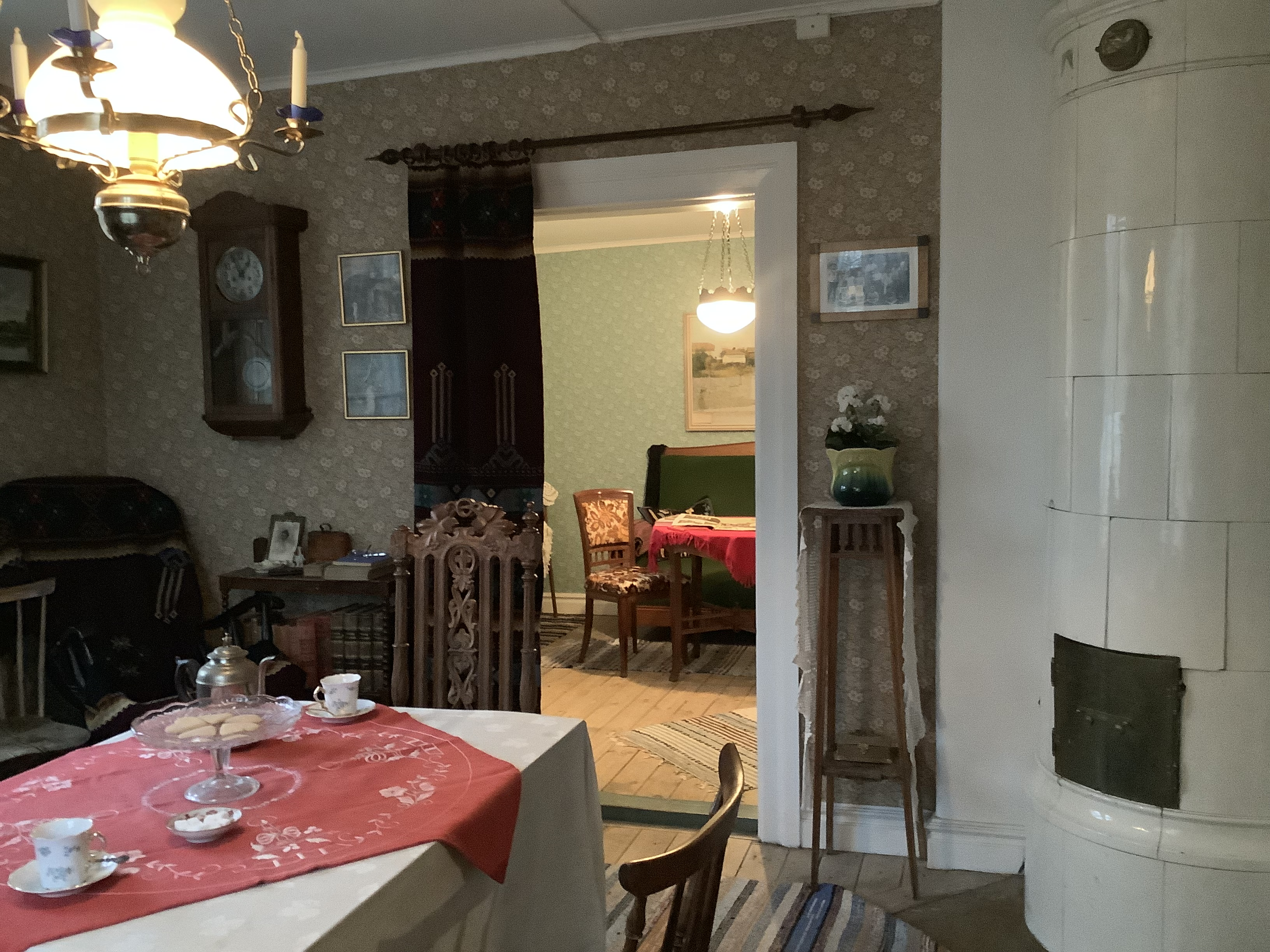
Salen i lärarbostaden